# Johann II. (Sachsen-Lauenburg)

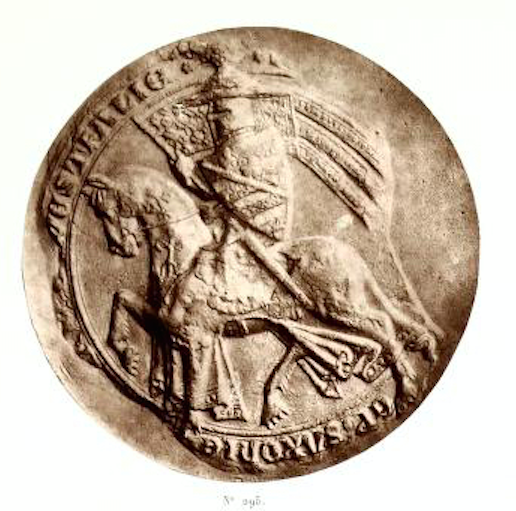

Johann II. Herzog von Sachsen-Lauenburg (* um 1275; † 22. April 1322) war ein deutscher Landesfürst aus dem Geschlecht der Askanier.

## Leben
Geboren als Sohn von Johann I., übernahm er mit Erreichung der Volljährigkeit seine ihm angestammten Besitzungen in Bergedorf mit dem halben Sachsenwald und Mölln. Während der 1306 stattfindenden Auseinandersetzungen seiner Schwäger Graf Gerhard III. von Schauenburg und Holstein-Rendsburg und Graf Adolf VI. von Schauenburg und Holstein-Pinneberg mit den Städten Lübeck und Hamburg schlug er sich auf die Seite der Grafen von Schauenburg und Holstein. Diese ließen sich ihre Errungenschaften in Holstein von Johann II., ihrem Lehnsherrn, als Lehen bestätigen. Nach seinem Tod überließ Johanns II. Witwe Elisabeth ihrem Bruder Gerhard III. die Besitzungen Mölln und später auch Bergedorf und schließlich 1330 auch den halben Sachsenwald als Pfand. Von den Enkeln wurden beide Herrschaften der Reichsstadt Lübeck überlassen. Der Sachsen-Lauenburger Linie hat es nie angestanden, diese Gebiete zurückzuerlangen.

## Genealogie
1315 vermählte er sich mit Elisabeth, der Tochter des Grafen Heinrich I. von Holstein-Rendsburg (1258–1304). Aus dieser Ehe ist der Sohn Herzog Albrecht IV. zu Bergedorf und Mölln (1322–1343) bekannt. Mit seinen Kindern starb die Linie 1401 im Mannesstamm aus.